# CCM2
CCM2 (англ. CCM2 scaffolding protein) – білок, який кодується однойменним геном, розташованим у людей на короткому плечі 7-ї хромосоми. Довжина поліпептидного ланцюга білка становить 444 амінокислот, а молекулярна маса — 48 837.
| 10         |  | 20         |  | 30         |  | 40         |  | 50         |
| ---------- |  | ---------- |  | ---------- |  | ---------- |  | ---------- |
| MEEEGKKGKK |  | PGIVSPFKRV |  | FLKGEKSRDK |  | KAHEKVTERR |  | PLHTVVLSLP |
| ERVEPDRLLS |  | DYIEKEVKYL |  | GQLTSIPGYL |  | NPSSRTEILH |  | FIDNAKRAHQ |
| LPGHLTQEHD |  | AVLSLSAYNV |  | KLAWRDGEDI |  | ILRVPIHDIA |  | AVSYVRDDAA |
| HLVVLKTAQD |  | PGISPSQSLC |  | AESSRGLSAG |  | SLSESAVGPV |  | EACCLVILAA |
| ESKVAAEELC |  | CLLGQVFQVV |  | YTESTIDFLD |  | RAIFDGASTP |  | THHLSLHSDD |
| SSTKVDIKET |  | YEVEASTFCF |  | PESVDVGGAS |  | PHSKTISESE |  | LSASATELLQ |
| DYMLTLRTKL |  | SSQEIQQFAA |  | LLHEYRNGAS |  | IHEFCINLRQ |  | LYGDSRKFLL |
| LGLRPFIPEK |  | DSQHFENFLE |  | TIGVKDGRGI |  | ITDSFGRHRR |  | ALSTTSSSTT |
| NGNRATGSSD |  | DRSAPSEGDE |  | WDRMISDISS |  | DIEALGCSMD |  | QDSA       |

A: Аланін

C: Цистеїн

D: Аспарагінова кислота

E: Глутамінова кислота

F: Фенілаланін

G: Гліцин

H: Гістидин

I: Ізолейцин

K: Лізин

L: Лейцин

M: Метіонін

N: Аспарагін

P: Пролін

Q: Глутамін

R: Аргінін

S: Серин

T: Треонін

V: Валін

W: Триптофан

Кодований геном білок за функціями належить до білків розвитку, фосфопротеїнів. 
Задіяний у такому біологічному процесі, як альтернативний сплайсинг. 
Локалізований у цитоплазмі.